# بول دومير
جوزيف أثانازي غاستون بول دومير (بالفرنسية: Paul Doumer) ، والمعروف باسم بول دومير (بالفرنسية:pɔl dume) (ولد في 22 مارس 1857 - 7 مايو 1932) كان رئيس فرنسا من 13 يونيو 1931 حتى اغتياله

## السيرة الذاتية:-
- ولد في منطقة أورياك في كانتال (إقليم فرنسي) يوم 22 مارس 1857
- دخل السياسة في عام 1888، وكان لفترة وجيزة وزير المالية في فرنسا (1895-1896)
- رئيس مجلس النواب (أي ما يعادل وظيفة رئيس البرلمان) في عام 1902-1905
- الحاكم العام للهند الصينية الفرنسية 1897-1902.
- وبعد عودته من الهند الصينية الفرنسية، خدم على بناء جسر بيان الطويل
- خلال فترة توليه منصب الحاكم العام أصبح معلما معروفا وهدفا لطياري الولايات المتحدة خلال حرب فيتنام
- استقال من منصبه، ثم شغل منصب رئيس مجلس الشيوخ الفرنسي من 1927 حتى الانتخابات الرئاسية عام 1931
- انتخب رئيسا للجمهورية الفرنسية يوم 13 مايو عام 1931، بعد هزيمة منافسه المعروف أريستيد بريان

## اغتياله
اُغتيل في افتتاح معرض للكتاب في باريس بعد أن أُطلقت عليه عدة أعيرة نارية
أصابته في قاعدة الجمجمة والإبط الأيمن أطلقها عليه مهاجر روسي مختلا عقليا
تم نقله للمشفى وتوفي على إثرها في اليوم التالي.

## روابط خارجية
- بول دومير على موقع الموسوعة البريطانية (الإنجليزية)